# 万年桥 (苏州)
万年桥是江苏苏州胥门外横跨护城河上的一座桥梁。胥门是苏州古城西面的古城门之一，始辟于春秋时期，是吴国都城的古城门之一，城门尚存。
万年桥在明朝初年已建成，跨度为100米。
明朝嘉靖年间，严嵩在视察苏州后，极为欣赏苏州精美的桥梁，于是征召工匠、采买石料，在故乡江西省分宜县城外的袁水之上建造了万年桥，但一些学者认为，苏州万年桥在1556年被拆卸运往江西省分宜县重建。直到200多年后的1740年（乾隆五年），苏州万年桥才由苏州知府汪德馨重建为一座三孔石砌墩台木桥。
明清时代，胥门外万年桥一带是仅次于阊门外的苏州第二商业中心，号称“金阊门，银胥门”。明清时期苏州城市经济“对外开放”示意图。1759年由徐扬绘制的《盛世滋生图》（又名《姑苏繁华图》）细致地表现明清时的苏州城西部阊门、胥门外山塘街、南濠街、皇亭街、万年桥大街、枣市街人口密集和商业繁盛的情形。在1860年的庚申之劫中，苏州城外商业区全部被战火摧毁。战后，万年桥地区得到部分恢复，集中不少木行，公所会馆，鸿生火柴厂等近代工业也在此设厂；还有开往洞庭东西山、光福镇、木渎镇的轮船局。
1952年，万年桥旧木桥面全部拆除，改为钢筋水泥土桥面。2004年世遗会前又拆除钢筋混凝土桥面，改建成三孔拱桥，外表贴花岗石，并放置楹联，栏杆用城砖砌筑。万年桥西则修建了苏州城建规划馆，2004年，世遗大会在此召开。